# Гризельда Поллок
Гризельда Поллок (англ. Griselda Pollock; нар. 11 березня 1949, Блумфонтейн, ПАР) — британська міждисциплінарна феміністська науковиця на стику історії мистецтва, візуальної теорії, культурного, міжнародного та постколоніального аналізу мистецтва. Теоретична та методологічна новаторка, що перепрочитує історичне та сучасне мистецтво, кіно та культурну теорію. З 1977 року одна з найвпливовіших вчених сучасного, авангардного і постмодерного мистецтва. Одна з основних фігур у феміністській теорії, феміністській історії мистецтв та гендерних дослідженнях.

## Життєпис
Народилася в Південній Африці, виросла у французькій та англійській Канаді. 
Підліткою переїхала до Британії, вивчала сучасну історію в Оксфорді (1967—1970) та історію європейського мистецтва в Інституті мистецтв Курто (1970—72). Здобула докторський ступінь у 1980 році, досліджуючи ван Гога та голландське мистецтво. Після викладання у Рединзькому та Манчестерському університетах Поллок вступила до університету Лідса в 1977 році як викладачка історії мистецтва і кіно та стала професоркою в галузі соціальних і критичних мистецтв у 1990 році. 
У 2001 році очолила Центр Культурного аналізу, теорії та історії в університеті Лідса. У 2017 році Поллок відзначила 40 років від створення «феміністського простору» в Школі витончених мистецтв, історії мистецтва і культурних досліджень в Університеті Лідса.
Проживає в Англії. Одружена з Антонієм Браянтом.

## Діяльність
Гризельда Поллок є феміністичною мистецтвознавицею і культурною теоретикинею мистецьких практик і історії мистецтва. Її роботи кидають виклик усталеним поглядам на основні моделі та історію мистецтва, які виключили роль жінок у мистецтві і в той же час досліджують соціальні структури, що призводять до цього виключення. Поллок розглядає взаємодію соціальних категорій статі, класу та раси, критично досліджуючи відносини між ними, психоаналізом і мистецтвом, спираючись на французьку культурологічну школу, як-от Мішель Фуко. Її теоретизація суб'єктивності враховує як психоаналіз, так і ідеї Фуко про соціальний контроль. Поллок відома роботами над творчістю митців: Жана-Франсуа Мілле, Вінсента ван Гога, Мері Кассат, Брахи Еттінґер, Єви Гессе, Шарлотти Саломон та багатьох інших.
Гризельда Поллок аналізувала картини, досліджувала на наявність прихованого змісту, інтерпретуючи образи з культурологічної, психологічної точок зору та приділяючи особливу роль опису жінок. Так, наприклад, аналізуючи останню картину Мане «Бар в „Фолі-Бержер“», Поллок стверджує, що уявлення Мане про цю понуру барменку сьогодні залишається доволі актуальним — люди покликані шукати задоволення з іншими, але вони часто відчувають себе самотніми й відірваними. Порожній погляд працюючої барменки відображається від них на полотні, неначе дзеркало.
В області феміністичного мистецтва і його теорії, Поллок разом з Розікою Паркер досліджували, вивчали і інтерпретували зображення жіночої натури. Одним з ключових питань в їх дослідженнях є питання про оголену жіночу натуру в західному каноні та про те, наскільки по-різному зображували чоловіків та жінок.
У 1981 Паркер та Поллок випустили книгу «Старі майстрині: жінки, мистецтво та ідеологія», в якій переосмислюють історію мистецтва. Авторки не просто виклали біографії художниць, а дослідили ідеологічні причини відсутності жінок в історії мистецтва. Вони продемонстрували, як зміни історичних соціальних умов, гендерних відносин, поєктування художницями свого суспільного положення як жінок на творчість можуть дати ключ до розуміння, як потрібно вивчати історію мистецтва. Також авторки пояснюють, як такі знання можуть допомогти у вивченні творчості сучасних художниць і вплинути на розуміння художницями своєї творчості. Ця книга започаткувала традицію феміністського деконструктивізму, не просто описуючи історію жінок у мистецтві, а аналізуючи патріархатні ідеології, які визначають і створюють цю сферу культури.
Поллок розробила ряд концепцій, за допомогою котрих теоретизує і практикує критичні феміністські втручання в історії мистецтва.
У 2014 році Поллок виступила ведучою рімейку телесеріалу Цивілізація 1969 року на Бі-Бі-Сі, на запрошення Майкла Параскоса за ініціативи арт-історика Кеннета Кларка. М. Параскос описав професорку Грізельду Поллок як «одну з небагатьох вчених, котрі володіють повним розмахом знань про історію мистецтва».